# Поплави-Кольонія
Поплави-Кольонія (пол. Popławy-Kolonia) — село в Польщі, у гміні Парадиж Опочинського повіту Лодзинського воєводства.
Населення — 201 особа (2011).
У 1975-1998 роках село належало до Пйотрковського воєводства.

## Демографія
Демографічна структура станом на 31 березня 2011 року:
|          | Загалом | Допрацездатний вік | Працездатний вік | Постпрацездатний вік |
| -------- | ------- | ------------------ | ---------------- | -------------------- |
| Чоловіки | 97      | 28                 | 61               | 8                    |
| Жінки    | 104     | 27                 | 54               | 23                   |
| Разом    | 201     | 55                 | 115              | 31                   |